# Trzebieszewo
Trzebieszewo (do 1945 Tribsow, 1945-46 Trzebieszów) – wieś w Polsce położona w województwie zachodniopomorskim, w powiecie kamieńskim, w gminie Kamień Pomorski.

## Położenie
Wieś położona jest około 5 kilometrów od Kamienia Pomorskiego, w pobliżu drogi wojewódzkiej nr 103. W pobliżu wsi płynie Niemica i Świniec.

## Historia

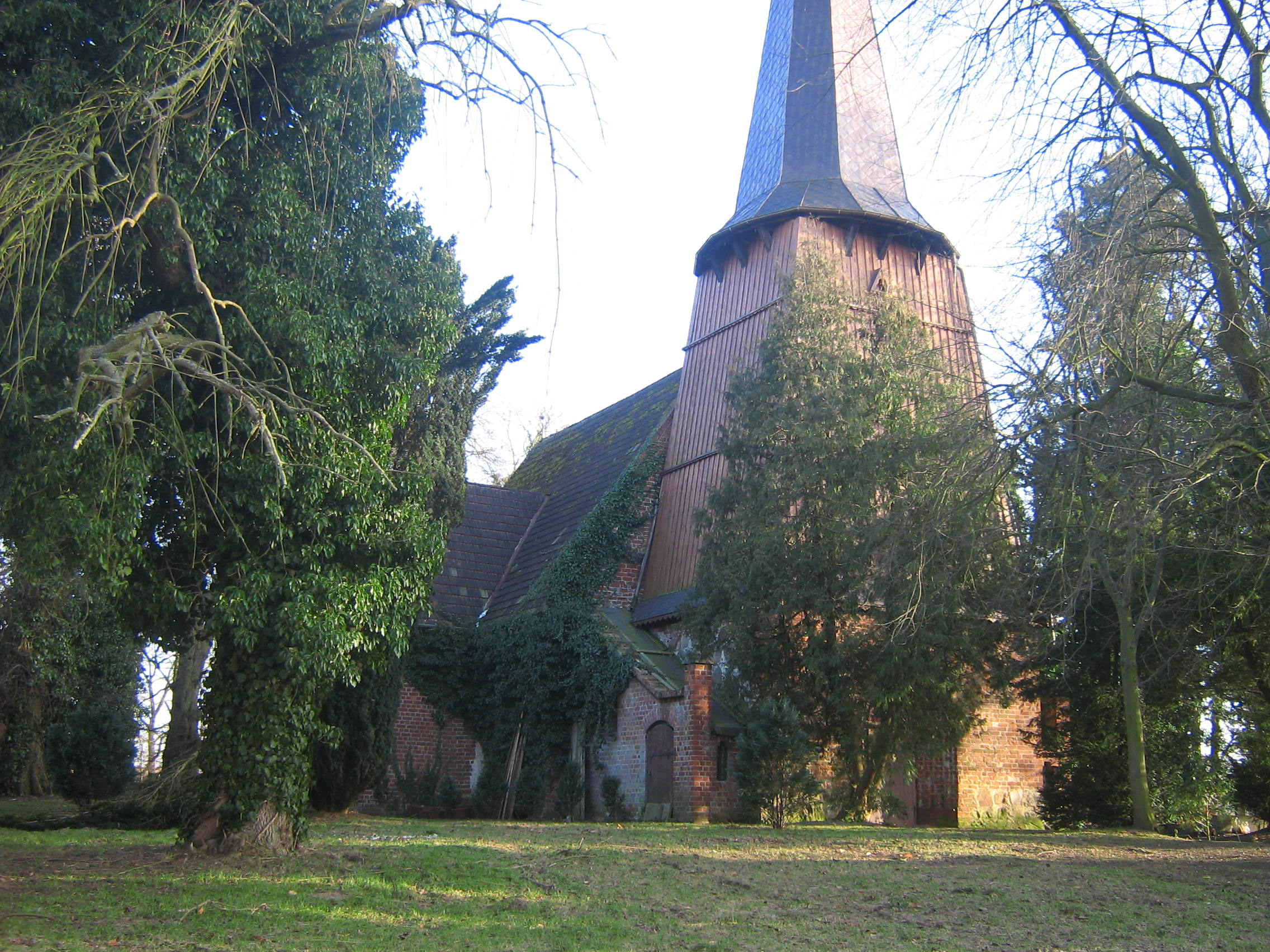
Kościół Niepokalanego Poczęcia NMP w Trzebieszewie

Wieś należała do dóbr Kapituły Kamieńskiej. W okresie średniowiecza właścicielami Trzebieszewa były rodziny von Witten i von Brusewitz. Pierwsze wzmianki o miejscowości pochodzą sprzed 1443 roku. Pisma urzędowe wymieniają wtedy proboszcza parafii - Jakuba Stiemke. W skład parafii wchodziły okoliczne wsie: Jatki, Grębowo, Borucin, Świniec. W 1466 roku z inicjatywy Heinricha von Witten wybudowano kościół. W parafii pełniło posługę trzech księży, dla których ufundowano ołtarz główny i dwie altarie: z prawej strony ołtarz Brüsewitzów a z lewej von Ploetschów ze Świńca. W 1466 roku Heinrich Wachholz sprzedał swoją siedzibę w Grębowie radzie miejskiej z Kamienia na utrzymanie kościoła. W roku 1520 i później nastąpiły dalsze sprzedaże. Joachim i Eggart Brüsewitz sprzedali ziemię i siedzibę w Trzebieszewie oraz dom w Borucinie za 800 florenów na utrzymanie kościoła. Ta sprzedaż była potwierdzona przez dokument księcia Bogusława X wystawiony w Wolinie. W 1603 roku Trzebieszewo zdziesiątkowała epidemia dżumy.
5 marca 1945 roku o 14:00 mieszkańcy Trzebieszewa zostali zaskoczeni pojawieniem się radzieckich czołgów. Tylko dwie rodziny ewakuowały się przez Świniec. 24 grudnia 1945 roku dojechał do Trzebieszewa transport repatriantów z Brzozdowiec wraz z księdzem Michałem Kasprukiem. Tego samego dnia odprawiono pierwszą polską mszę w domu jednych z repatriantów.
W miejscowości w 1945 roku znajdowały się : kościół, dworek szlachecki, młyn, kuźnia, wiatrak (na górce prowadzącej do Świńca), dworzec kolejowy (przy drodze na Mokrawicę), szkoła, gospoda. Na górce w kierunku Świńca znajdował się także wykonany z drewna pomnik przedstawiający postać z trzema głowami. Pomnik postawiono upamiętniając tragiczną śmierć trzech osób, które zginęły jednocześnie od uderzenia pioruna. Jedna z osób, które poniosły śmierć niosła kosę, która prawdopodobnie ściągnęła uderzenie pioruna.
W odległości około 1 km od wsi w kierunku na Jatki znajdowała się także kopalnia kredy. W miejscu wyrobiska znajdują się obecnie dwa jeziora. Na starych fotografiach widoczne są w kopalni szyny i wagoniki kolejki. Według niepotwierdzonych informacji kopalnia została zalana podczas prac gdy natrafiono na żyłę wodną. Również według niepotwierdzonych informacji na dnie jeziora znajdują się wagoniki kolejki i infrastruktura. Bardziej prawdopodobna wersja to jednak upadek ekonomiczny kopalni. W niedalekim Wapnie Kalkberg – miejscowość pomiędzy Dziwnówkiem a Łukęcinem obecnie nieistniejąca – również wydobywano wapno, a ponieważ miejscowość ta leży bezpośrednio nad morzem, koszty transportu były zdecydowanie niższe. W rywalizacji z tą kopalnią Trzebieszewo nie miało szans i zostało najprawdopodobniej zamknięte, a następnie celowo zalane.
Od kilku lat w okresie maja odbywają się spotkania mieszkańców Trzebieszewa z Niemcami, którzy zamieszkiwali miejscowość przed 1945.
W latach 1945–54 siedziba gminy Trzebieszewo. W latach 1975–1998 miejscowość administracyjnie należała do województwa szczecińskiego.

## Interesujące miejsca

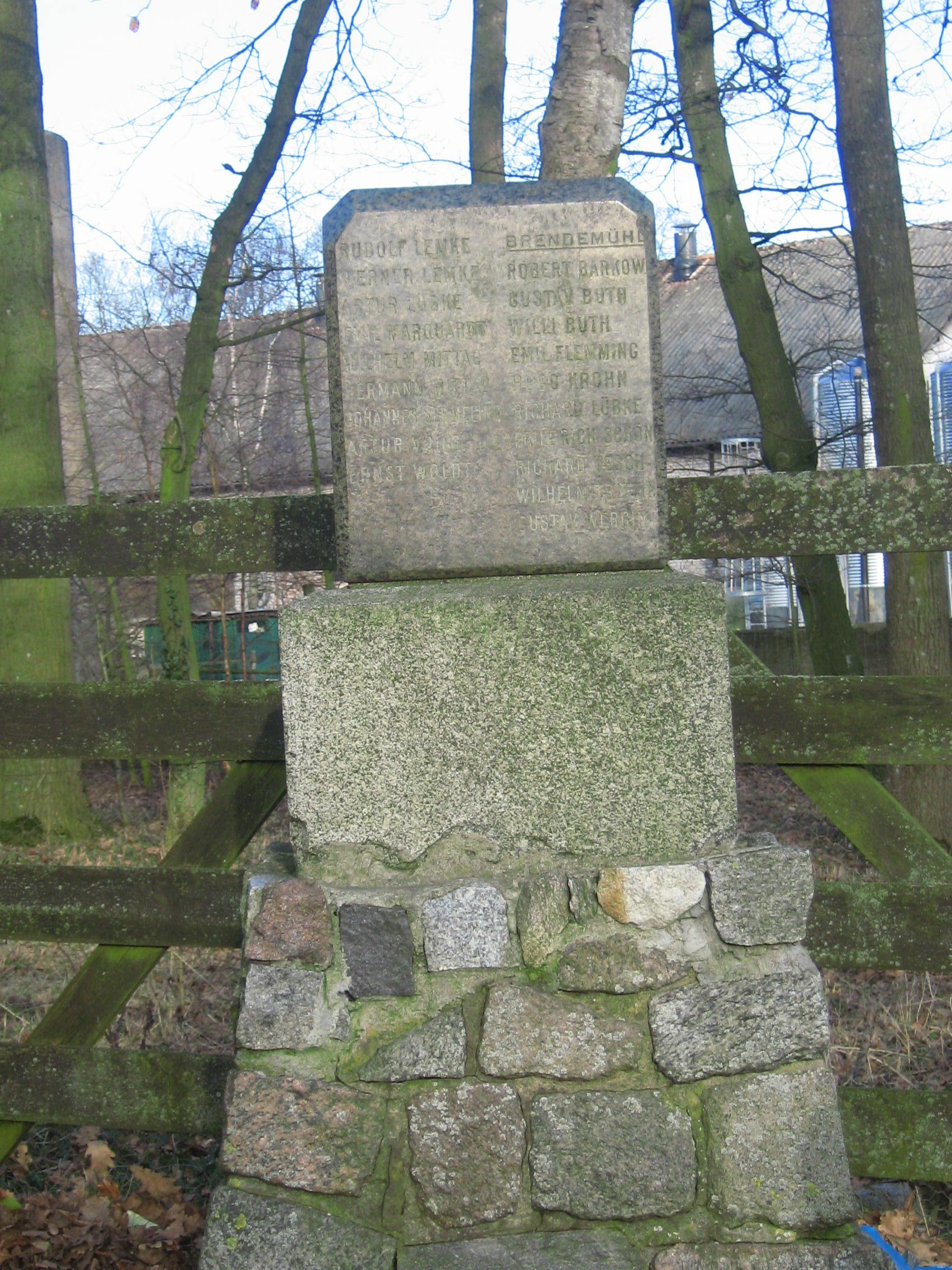
pomnik mieszkańców wsi i okolicznych miejscowości poległych w trakcie I wojny światowej

- Kościół Niepokalanego Poczęcia NMP z 1466 roku.
- dworek szlachecki
- pomnik mieszkańców wsi i okolicznych miejscowości poległych w trakcie I wojny światowej
- warte obejrzenia są liczne bocianie gniazda na słupach i dachach zabudowań

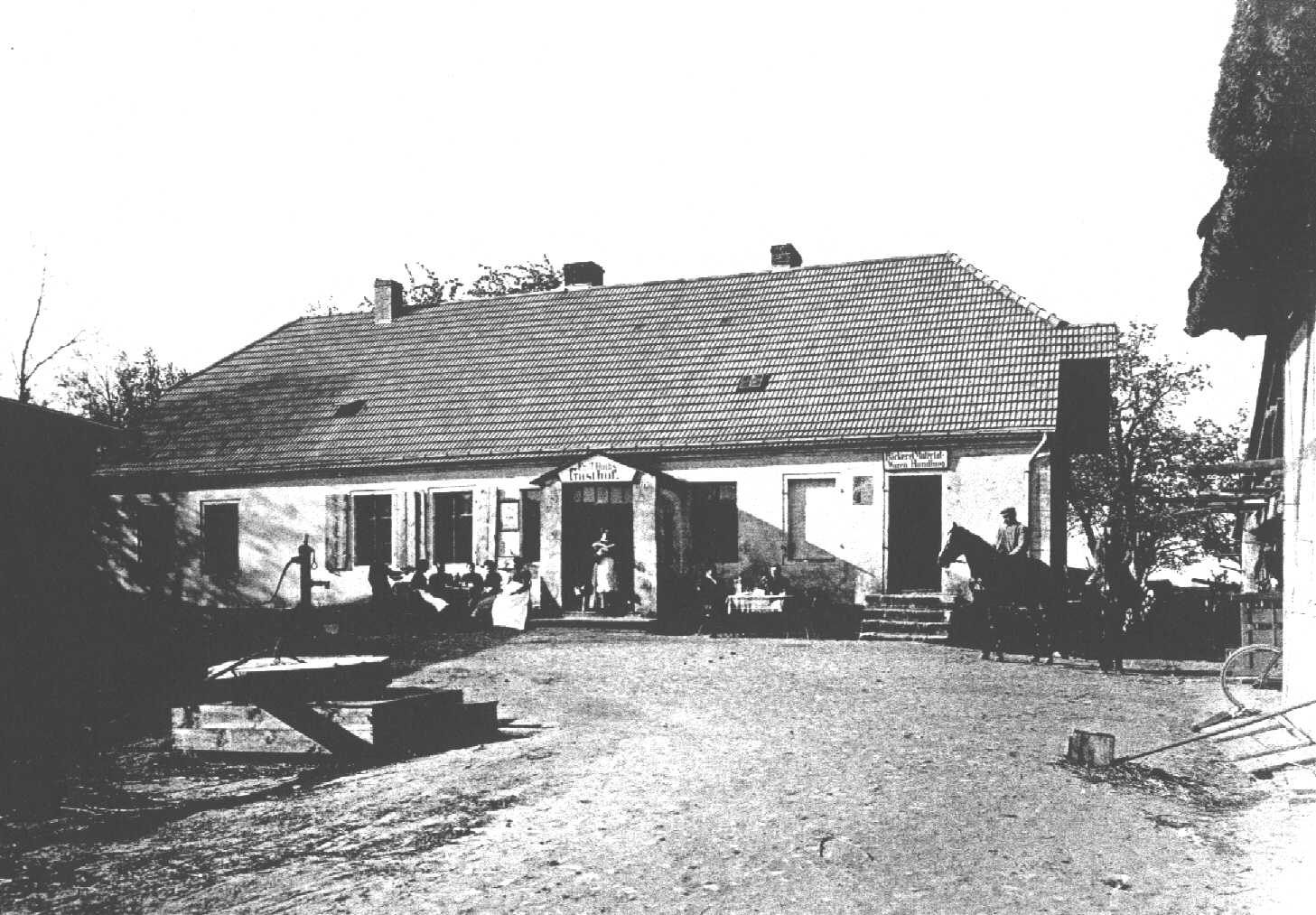
Budynek dawnej gospody w Trzebieszewie

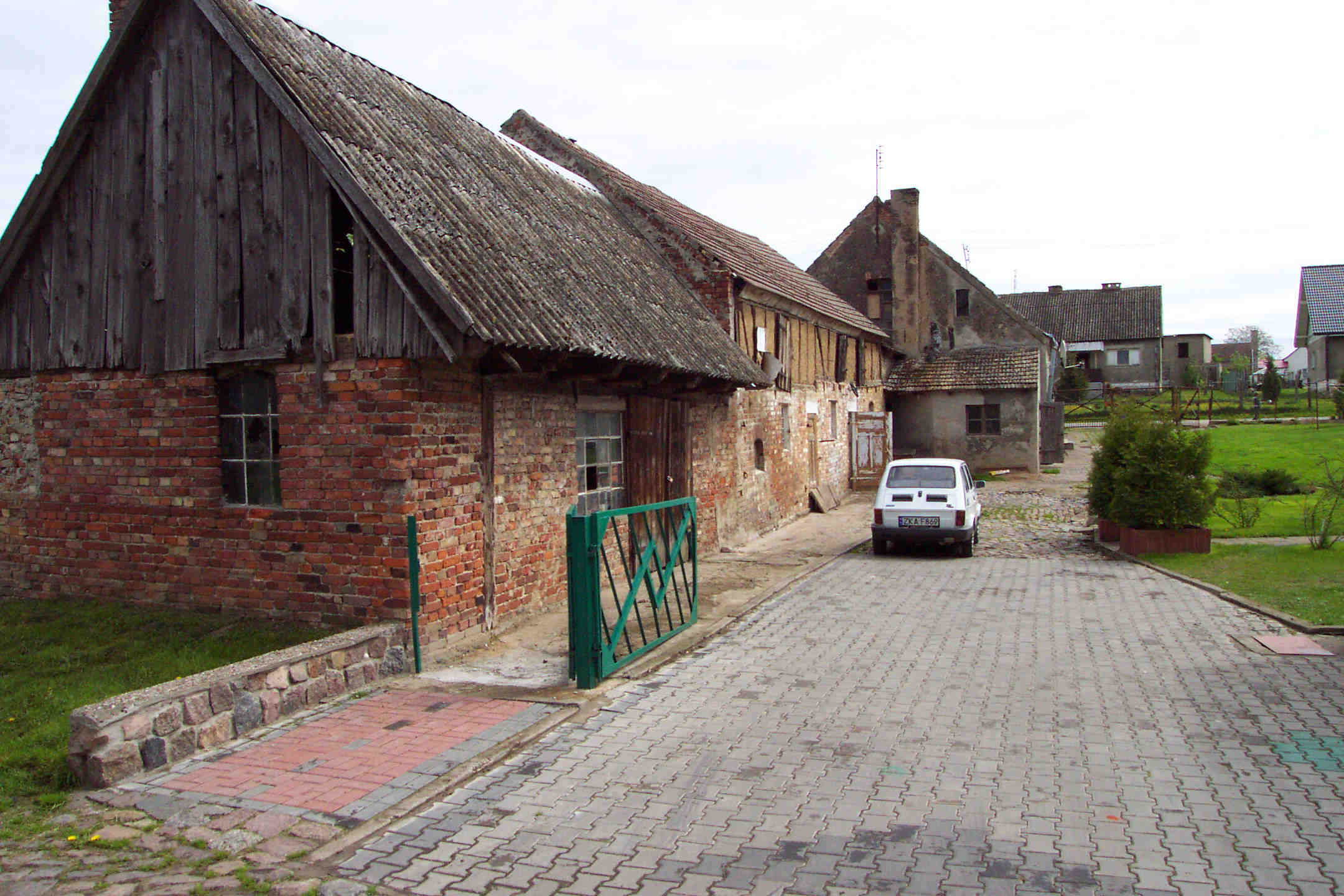
budynek kuźni w Trzebieszewie. Obecnie rozebrany